# Vivo (empresa de telecomunicacions)
Vivo és una empresa de telecomunicacions, propietat de Telefónica Brasil, subsidiària de Telefónica. És la més gran de Brasil. Té la seva seu al barri de Brooklin Novo de São Paulo.

## Història
L'empresa es va formar originalment com a part de Telebrás, el monopoli estatal de telecomunicacions d'aquest moment. El 1998, Telebrás es va separar i es va privatitzar.
Telefónica va comprar Telesp, que era la divisió de São Paulo, i la renombró a Telefónica. El 15 d'abril de 2012, tots els serveis de Telefónica van ser renombrats novament a Vivo, utilitzant la mateixa estratègia d'unificar tots els seus serveis en una marca única, com en el cas de Movistar (Hispanoamèrica i Espanya) i O₂ (resta d'Europa).

### Empreses fusionades
Les següents companyies es van fusionar per formar Vivo:
Propietat de Telefónica
- Telefónica Cel·lular (Rio de Janeiro, Espírito Sant, Rio Grande do Sul)
- Telebahia Cel·lular (Bahia)
- Telergipe Cel·lular (Sergipe)
- Telesp Landline (São Paulo)

Propietat de Portugal Telecom
- Telesp Cel·lular (São Paulo)
- Global Telecom (Paraná, Santa Catarina)
- Nord Brasil Telecom (aka NBT) (Amazones, Roraima, Pará, Amapá, Maranhão)

Adquirides per aliança de les dues empreses
- TCO Cel·lular (Goiás, Districte Federal, Acre, Tocantins, Mato Grosso, Mato Grosso do Sul)
- Telemig Cel·lular (Minas Gerais)

- Viu (Ceará, Alagoas, Rio Grande do Norte, Pernambuco, Paraíba, Piauí), des d'octubre de 2008.

### Marca

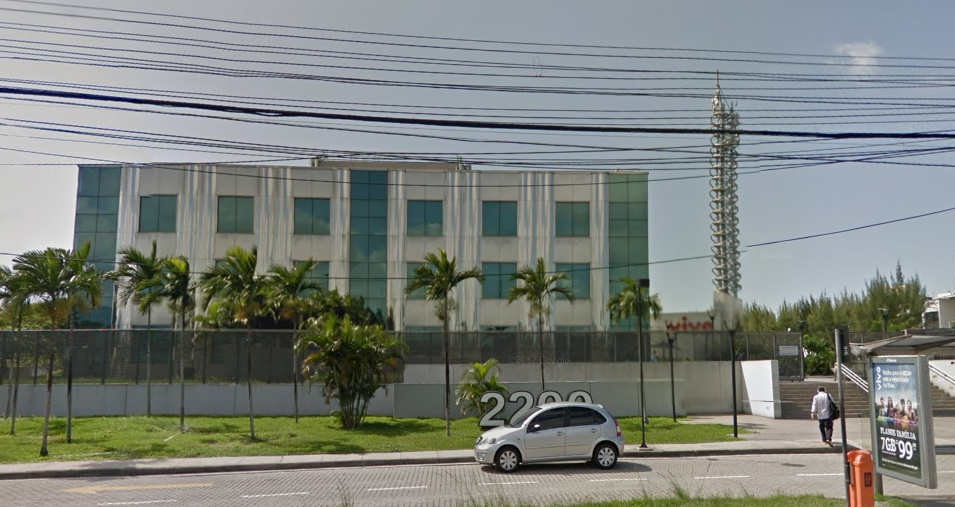
Edifici d'Vivo a Rio de Janeiro.

La marca Vivo es va llançar el 13 d'abril de 2003, com un proveïdor de serveis de telefonia mòbil. És l'empresa de telecomunicacions més gran de Brasil amb més de 76 milions d'usuaris. Es va originar a partir de la fusió de diverses operacions brasileres de telefonia mòbil en una aliança d'empreses propietat de Portugal Telecom (PT) i l'espanyola Telefónica. Fins a 2006, el grup estava compost per 6 societats que al novembre de 2005, es van fusionar en una única societat de cartera, "Vivo Participaçoes". L'operació va concloure el 22 de febrer del 2006. El juliol de 2010, Telefónica va comprar les accions de PT.
En l'actualitat, Vivo opera xarxes UMTS, 3G i 4G LTE de banda 7 a les principals ciutats. Inicialment, la xarxa es basava en AMPS analògics (IS-95) i parts (resultat de l'adquisició d'altres empreses), utilitzant TDMA (IS-136). Tots aquests s'estan convertint a GSM des de 2006, quan, després d'anys de ser l'única xarxa CDMA, Viu anunciar una xarxa GSM i que operaria tant en CDMA com en GSM. La xarxa CDMA es va convertir gradualment a CDMA2000 en les principals ciutats. La xarxa CDMA es va suspendre el novembre de 2012.
- Vivo Móvel (servei mòbil)
  - Vivo 3G (3G UMTS/HSDPA)
  - Vivo 3G Plus (3G HSPA+)
  - Vivo 4G (4G LTE)

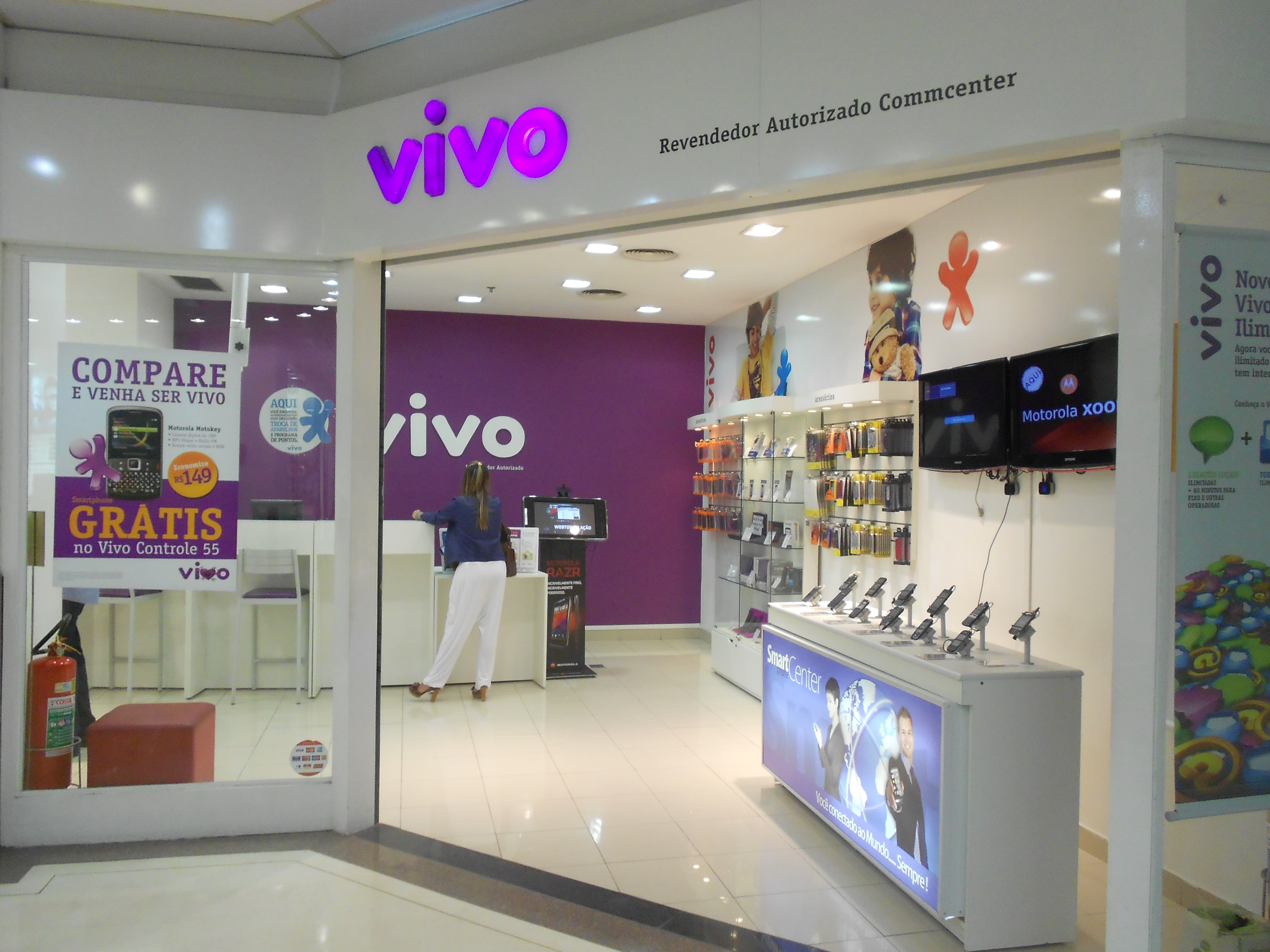
Botiga Vivo a Rio de Janeiro.

  - Vivo 4G Plus (4G LTE Advanced Pro)
- Vivo Fixo (servei telefònic fixe, anteriorment Telefônica)
- Vivo Internet
  - Vivo Internet Fixa (ADSL banda ampla, anteriorment Speedy)
  - Vivo Internet Plus (Banda ampla per cable, anteriorment Ajato i Vivo Speedy)
  - Vivo Internet Fibra (fibra (FTTH)
- Vivo TV (Televisió per satèl·lit, anteriorment Telefônica TV Digital)
  - Vivo TV Plus (Televisió per cable, anteriorment TVA)
  - Vivo TV Fibra (servei de TV per fibra FTTH)